# Maurice Desimpelaere

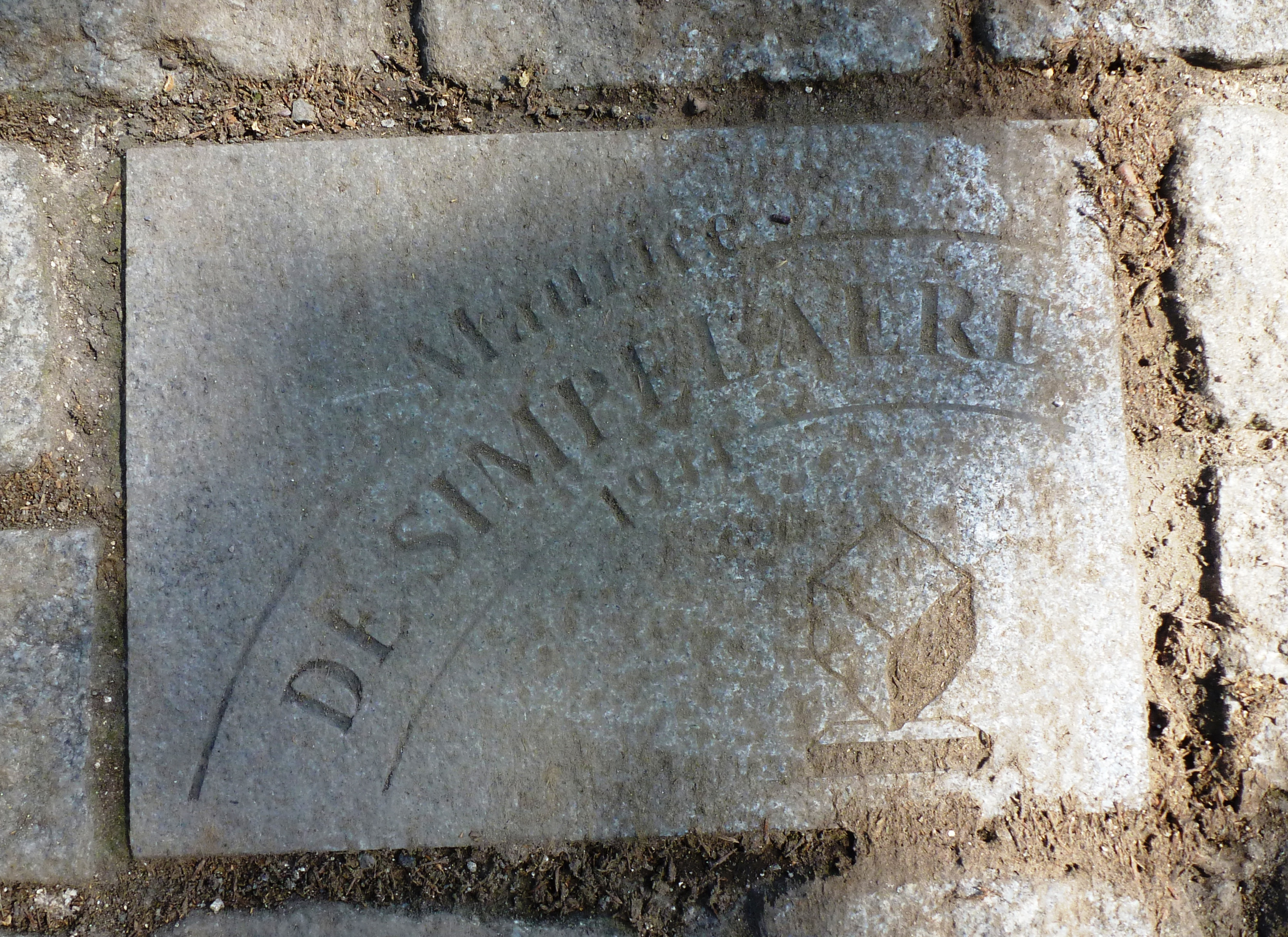
Pflasterstein für Maurice Desimpelaere zu Ehren seines Sieges bei Paris-Roubaix

Frederic Maurice Desimpelaere (* 28. Mai 1920 in Ledegem; † 30. Januar 2005 in Wevelgem) war ein belgischer Radrennfahrer.
Maurice Desimpelaere war Profi-Radrennfahrer von 1942 bis 1950. 1944 gewann er Paris–Roubaix, im Jahr darauf wurde er Fünfter. 1945 wurde er Zweiter bei der ersten Austragung von Omloop Het Volk. 1946 gewann er Quer durch Flandern und 1947 das Rennen Gent–Wevelgem, bei dem er im Jahr zuvor schon Zweiter geworden war. 1947 belegte er beim Wallonischen Pfeil Platz zwei. 1949 wurde er jeweils Neunter bei Mailand–Sanremo sowie bei der Flandern-Rundfahrt und siegte im Eintagesrennen Paris–Saint-Étienne. Zweiter wurde er 1947 bei Paris–Brüssel.